# Shakila
Shakila (en persa: شکیلا‎) es una cantautora iraní-estadounidense residente en San Diego, California. Es una artista internacional que se ha presentado en varios idiomas, como el persa, kurdo, inglés, turco, hindi y español. Ha sido ganadora de un  Premio de la Academia de Música persa en 2006 y de un Premio de la Música Global en 2015. Shakila ha publicado más de veinte álbumes en lengua persa, así como numerosos álbumes en inglés. Ella principalmente canta acerca de la espiritualidad, el amor, la paz y el despertar. Las letras de sus canciones están inspiradas en Rumi y otros grandes poetas. Es también un miembro oficial con derecho a voto en los Premios Grammy.

## Carrera
Shakila comenzó su carrera profesional a la edad de nueve años cuando fue invitada a presentarse en un programa de televisió iraní. Más tarde, se mudó a San Diego, donde estudió música en el Colegio Palomar. Shakila lanzó su álbum debut titulado Kami Ba Man Modaaraa Kon en 1990. Su segundo álbum, Geryeh Dar Ragbar, fue lanzado en 1992.
En 1993, Shakila firmó con la disquera persa, Taraneh Records y lanzó su tercer álbum Gheybate Noor.
De 1997 a 2008, formó parte de la disquera Caltex Records de Los Angeles y publicó más de ocho álbumes con ellos. En 2013, fundó su propio sello discográfico Shakila Enterprises. Ha publicado más de diez sencillos en su sello discográfico.
En 2014, lanzó el sencillo Treasure Within que alcanzó la máxima posición de  #1 en varias listas de Billboard. Su álbum 11:11 City of Love (11:11 Ciudad del Amor) fue lanzado en 2015. Con más de 43 semanas en el #1 de varios gráficos en Billboard.
En 2016, lanzó su álbum Splashing Tears  (Salpicando Lágrimas) que también se alojó en la posición #1 en las listas Billboard por varias semanas.
Shakila ha ganado el Premio de la Academia de Música persa en 2006 y Premio de la Música Global en el año 2015. Ha sido nominada dos veces a los Hollywood Music in Media Awards.

## Premios
- Persian Music Academy Award- (2006)
- Global Music Awards- (2015)[4]
- Hollywood Music in Media Awards- dos nominaciones
- One World Music Awards- Nominada (2015)

## Discografía
| Álbum                               | Sencillo |
| Ey Falak (Single)                   | 1. Ey Falak |
| Kami Ba Man Modaaraa Kon            | 1. Sedaayeh Eshgh 2. Yegaaneh 3. Minevisam Az Tou 4. Kami Baa Man Modaaraa Kon 5. Entezaar 6. Nefrin |
| Geryeh Dar Ragbar                   | 1. Geryeh Dar Ragbaar 2. Jaan-O-Jahaan 3. Parsookhtegaan 4. Ghafas-E-Tang 5. Baaz Aamadam 6. Sabz-E-Sabz |
| Gheybate Noor                       | 1. Shab 2. Navaaii 3. Gohar Noh Sadaf 4. Gheybateh Noor 5. Aavaazeh Eshgh 6. Ghalandar |
| Live In Concert                     | 1. Yegaah 2. Geryeh Dar Ragbaar 3. Entezaar 4. Kami Baa Man 5. Sedaayeh Eshgh 6. Baaz Aamadam 7. Royaa 8. Gaaneh Gahaan 9. AAvaazeh Eshgh 10. Hilat Rahaa Kon 11. Minevisam 12. Ghafasehtang 13. Navaaii |
| Ākharin Kokab                       | 1. Ākharin Kokab 2. Del-e Man 3. Monājāt 4. Khat-e Sevom 5. Royā 6. Tavāf 7. Khodā Hāfez 8. Khat-e Sevom (instrumental) 9. Monājāt (instrumental) |
| Ersiehaayeh Aatefie                 | 1. Ersiehaayeh Aatefie 2. Yaar 3. Aasheghi 4. Ghanaari 5. Baza 6. Sanama 7. Zendegie 8. Ghanaari(Instrumental) |
| Zabaaneh Negaah                     | 1. Zabaaneh Negaah 2. Peer Farzandeh 3. Darvish 4. Delijaan-E-Eshgh 5. Morghak-E-Khiaal 6. Ey Zendegi 7. Ghoaam Be Haj Rafteh |
| Ashke Mahtab                        | 1. Del Majnoon 2. Mabood 3. Ashke Mahtab 4. Nimeh-Hoshyar 5. Ghame Yar 6. Vadi Eshgh 7. Bani Alam |
| Aava                                | 1. Morgh-E-Sahar 2. Tak Derakht 3. Setaregan 4. Bidad-E-Zaman 5. Rosvaye Zamaneh 6. Ashofteh Hali 7. Soghati |
| Live In Concert                     | 1. Ersieh 2. Biyar Maeem 3. Kami Ba Man Modara Kon 4. Baza 5. Zendegi 6. Ghoghayeh Setaregan 7. Morghake Khiyal 8. Zabane Negah 9. Morghe Sahar 10. Ghame Yar 11. Ghome Be Haj Rafteh 12. Tak Derakhti & Bibade Zaman 13. Navaie                                                                             |
| Ansooye Bi-su                       | 1. Az toh 2. Rasmeh Zamooneh 3. Aan Sooyeh Bisoo 4. Khashm Makon 5. Nooreh Khodaa 6. Bahaareh Delkash 7. Charkheh Gardoon |
| Jadouye Sokout                      | 1. Shah'e Mani 2. Nemidanam 3. Keras Kordi 4. Jadouy'e Sokout 5. Ya' Mohammad Ya'Ali 6. Ey Esheghan |
| Labe Khaamoush                      | 1. Labe Khamoush 2. Saburi 3. Dar In Donya 4. Safar 5. Souratgare Naghash 6. Ahouye Vahshi 7. Ey Eshgh 8. Souratgare Naghash (Inst.) |
| Sho'leye Bidaar                     | 1. Jahaane asheghaan 2. Shabe entezaar 3. Kooche 4. Sho'leye Bidaar 5. Gole bi bahaar 6. Faryaad 7. Ramide |
| Mojdey e Azadi                      | 1. Mojdeye Azadi 2. Nedaye Mardome Iran 3. Ariyaei Nejad 4. Yeki Shodan 5. Armeniyen Folk Medly 6. Medly of Old Songs 7. Vaghte Paridan 8. Norouz |
| Fereshteh Baanu                     | 1. Maeshough 2. Fereshteh Baanu 3. Shekanjeh Gar 4. Rahaa Kon Naaz 5. Le Yaareh 6. Jaan-E-Jahaan 7. Geryeh Nakon 8. Che Khaahad Shod |
| Shahzadeye Royaye Man               | 1. Shahzadeye Royaye Man |
| El Corazon                          | 1. El Corazón |
| Fall Away                           | 1. Fall Away |
| X Mass (War is Over Angelic Version | 1. X Mass Was is over Angelic Version |
| Hasrat                              | 1. Hasrat |
| Treasure Within - Ganje Nahan       | 1. Ganje Nahan Treasure Within |
| Delhore                             | 1. Delhore |
| Saghfe Shekasteh                    | 1. Saghfe Shekasteh |
| Only You                            | 1. Only You |
| Pledge for Peace                    | 1. Pledge for Peace |
| Raftam Mara bebakhsh                | 1. Raftam Mara bebakhsh |
| Minevisam & Modara Dance Medley     | 1. Minevisam & Modara Dance Medley1 |
| My Light Valentine's MAXI Single    | 1. My Light Radio Version 2. My Light Full Version |
| 11:11 City of love                  | 1. If you distance your self 2. City of love 3. When I close my eyes 4. Pledge for peace "Original" 5. My heart 6. Teach hate how to love again 7. Pledge for peace "Piano mix" 8. The Secret (New Age) 9. Power of NOW! (World Instrumental) 10. Na tum hamein jaano (Indian EDM) 11. Baraftou (Farsi Folk) |
| Ganje Nahan                         | 1. Hasrat 2. Shahzadeye Royaye Man 3. Baraftou 4. Saghfe Shekasteh 5. Bi Sarzamin 6. Delhore 7. Bi Sarzamin 8. Ganje Nahan |
| Habse Khanegi                       | 1. Habse Khanegi |
| Hadise Ashenaie Remix               | 1. Hadise Ashenaie "Remix" |
| Peyk Sahari                         | 1. Peyk Sahari |
| Splashing Tears                     | 1. Splashing Tears Radio Original version 2. Splashing Tears Rap version |